# 무산광산
무산광산(茂山鑛山)은 조선민주주의인민공화국에 있는 노천철광산이다. 조선민주주의인민공화국 최대의 철광상으로 함경북도 무산군 창렬로동자구에 위치한다. 백무고원 해발 500 ~ 1500 m 의 고산지대에 위치한다. 운영주체는 무산광산련합기업소이다.

## 개발역사
본 광상은 오래전부터 알려져 17세기 초 지방 주민들에 의해 소규모로 채굴되었으며 1913년 일본에 의해 본격개발이 추진되여 1925년에는 소형 선광장이 건설되고 1935년에는 미쓰비시광업이 운영하기 시작하였다. 1940년에는 연 정광 100만톤 생산능력의 선광장을 건설했다. 1944년 105만 679톤을 생산했다. 1945년 8월 15일 광복으로 일본이 패망하여 도망가면서 노천채굴계단과 채굴장 및 선광설비, 동력계통 등을 심하게 파괴하고 광산지질도와 탐광도면까지 소멸되었다.
폐허 위에서 광산을 복구 개건하고 1948년부터 자체의 힘으로 철정광을 생산하기 시작했으나, 6.25전쟁으로 전시생산체계로 조업을 하였다. 1959년에는 북한 정부에 의한 체계적인 탐사가 시작되어 1961년 철정광 250만톤, 1967년 350만톤을 생산했다. 1973년에는 김일성훈장을 수훈하였다. 1982년 제2선광장을 건설, 김책제철소까지 철정광 수송 파이프라인을 건설하기 시작하여 1985년 11월에 완공했다. 1985년에는 무산광산을 모체로 하고 무산지질탐사대, 무산설계사업소, 정머리공장 등의 여러 기업소를 합쳐 연합기업소로 새로 발족하였다.
2004년 중국 연변천지공업(1억위안 투자계약), 2006년 중국 통화강철(70억위안 투자계약), 2009년 중국 길림천우집단(90만달러 투자계약)과 계약을 하였으나 실제 이행된 금액은 많지 않다.
포스코는 2005년 북한 함경북도 무산광산에서 철광석 샘플을 채취하는 등 개발 여부를 타진한 것으로 확인됐다.

## 지질학적 배경
무산철광상은 두만강분지의 하부원생대층인 무산층군의 철질규암층에 바탕하고 있다. 이 무산층군은 29억년 전 화산분출과정에서 퇴적된 암석들로 무산지역에서 일부만이 두만계에 의해 부정합으로 덮여있고 주로 두만계와 구조접촉하고 있다. 리원암군과 두만강암군 및 단천암군 관입체 안에 포로암으로 나타나는 경우가 많다. 이런 분포특성으로 인해 무산층군의 아래와 위 경계를 똑똑히 알 수 없다.
무산층군은 놓임상태와 암석학적 특징에 의해 아래층과 위층으로 나뉜다. 아래층은 무산층군의 모든 분포구역에 다 있으나 위층은 부거지역에만 분포한다. 아래층은 전면적으로 층상혼성암화작용을 받았는데 주입물질은 리원암군관입체로부터 나온 화강암과 각섬석화강암이다. 혼성암화정도는 리원암군 관입체 변두리에서 높고 그로부터 멀어지면서 점차 낮아진다.
무산지구의 무산층군 지질구조에 대한 여러 의견들을 종합하면 아래와 같다:
1. 철질규암층을 끼고 있는 퇴적변성암층의 구조는 남동쪽으로 전도된 향사구조로 향사의 핵부에 각섬암층이 놓이고 그 밑에 철질규암층과 흑운모편마암층이 차례로 놓인다.
2. 전도된 습곡의 북쪽날개로 본 철질규암층에서 층리가 확인되는데 이 층리에서는 1-5 mm 두께의 자철광층이 밑에 놓이고 그 위에 같은 두께의 석영층이 놓이는 것으로 되어있다, 이는 교질용액에서 철의 수산화물이 먼저 가라앉고 그 다음 규산이 가라앉는 실험결과와 같은 것이다. 이에 근거하여 퇴적변성암층은 단사구조를 이루고 있다고 할 수 있다.
3. 함철광층은 철산전도배사습곡과 강선전도향사습곡을 이루고 있는데 이 전도습곡들은 두만강암군의 관입체에 의해 잘리고 있다. 철산전도배사습곡은 북동 60-70˚으로 주향을 가지고 측면과 양 날개는 북서쪽으로 50-60˚로 경사져있다. 습곡의 핵부와 날개는 각섬암, 각섬편암, 혼성암으로 되어 있고 철질규암층은 양 날개를 따라 잇달리고 있다. 철산전도배사습곡의 힌지는 남서로 20-40˚비탈졌는데 2차 습곡구조의 영향을 받아 구불구불해졌다.
퇴적변성암들이 놓이는 순서와 그 층후는 다음과 같다. (밑에서부터 우로)
- 1. 혼성암층 - 2,000 m

- 2. 철질규암 - 150 ~ 200 m

- 3. 각섬암 - 200 m

- 4. 철질규암 - 200 ~ 250 m

- 5. 층상혼성암 - 400 ~ 600 m

이 층 우에는 상부고생대의 규질편암층이 놓여있다.
각섬암은 두 철질규암층 사이에 놓여있으면서 배사습곡의 핵부를 이룬다. 암석은 연장상에서 여러 가지 편암으로 변하기도 하며 휘장암이나 휘록암과 같은 화성암으로도 변한다.
이 암석과 철질규암사이에는 철질규암의 얇은 층과 각섬암의 얇은 층이 호층하는 이행대가 끼여있으며 각섬암속에 렌즈상으로 자철광광체가 끼기도 한다. 각섬암의 광물조성은 보통각섬석 40 ~ 50%, 사장석 40 ~ 50%, 정장석 10%이며 기타 석영, 인회석, 흑운모, 녹니석, 녹렴석, 견운모, 방해석, 설석, 점토광물들이 있다.

## 광상 특성
130 km2 이상의 면적에 광구가 분포되고 있고 박토비율이 0.67 ~ 0.8%로 노천채굴하기 좋은 조건을 가지고 있다.
아래쪽 철질규암 광체의 두께는 최대로 두꺼운 부분에서 250 m 이고 가장 얇은 부분이 5 m이다. 광체는 자주 끊기면서 회령군의 오룡동까지 이어진다. 광체는 자철석과 석영으로 된 철질규암이다. 그 외에 크지는 않지만 자철석-각섬석형 광체도 존재한다. 광석에서 철의 함유량은 25 ~ 55 %이다. 우에 놓인 두번째 철질규암 광체는 북동방향으로 잇달리는 여러 개의 렌즈상광체로 되여있다. 최대로 두꺼운 부분은 그 두께가 250 m이다.
광상에서는 여러 가지 맥암들이 변성암층 내부 및 화강암의 접촉대에 집중되여 있다. 이들은 광체형성과 큰 관계가 없다.
광상의 철광층과 변성암층은 북동남서방향의 습곡과 북동-남서, 남북-북서 방향의 단층구조들에 의해 영향을 받았다. 북동-남서방향의 습곡구조는 광상의 기본구조이다. 이 습곡에 의해 두 광체사이에 놓여있는 각섬암을 중심으로 그 우와 아래쪽에 광체와 혼성암층이 차례로 놓이면서 반복되고 있다.
광체를 자르거나 층을 변위시킨 큰 단층구조로는 두만강파쇄대, 일건동 물바위골단층구조, 풍석골, 직동, 성천수 대단층구조들을 들 수 있는데 이 단층구조들에 의해 광체들이 내려앉아 숨은 광체로 된 것도 있다.
광상에는 6개의 광체가 있는데 우의 철질규암층에는 1, 2호 광체가 있으며 아래의 철질규암에 3 ~ 6호 광체가 놓여있다.
- 1호광체는 층모양의 렌즈체로서 주향연장길이는 2 km, 광체중심부의 두께는 수백 m 이나 끝에서 수십 m 로 줄어든다.
- 2호광체는 1호광체의 북동쪽연장상에 놓여있으며 여기에는 두께 5 ~ 50 m 되는 30여개의 광체가 여러 줄기로 혼성암안에 들어있다. 광체들의 주향연장길이는 10 ~ 300 m 사이에서 변하며 비탈방향으로 200여 m 잇달린다. 품위는 광체의 양끝과 심부에서 낮아진다.
- 3호광체는 1호광체의 남쪽에 있는데 북동쪽으로 잇달리며 길이는 160여 m이다. 광체두께는 가운데에서 250여 m이고 북동쪽에서는 가늘어지다가 없어진다.
- 4호광체는 3호광체의 북동쪽에 놓여있다. 광체의 연장길이는 1 km이며 최대폭은 250 ~ 300 m이다. 다른 광체들보다 화강암물질이 많이 관입했으며 품위가 더 높다.
- 5호광체는 4호광체의 주향연장상에 놓여있으며 화강암물질에 관입당했다. 광체의 폭은 50 ~ 60 m이며 비탈방향으로 광체폭은 작아진다.
- 6호광체는 5호광체의 북동쪽연장에 놓여있는데 폭은 수 m에서 수십 m 되는 여러개의 광체묶음으로 되여있다. 광체와 광체 사이에는 혼성암, 각섬암, 화강암등이 층모양으로 끼면서 광체를 여러개로 갈라놓고있다.

광석을 이루는 기본광물은 자철광과 석영으로 90 ~ 95%의 양을 차지하며 그 외 적철광, 갈철광, 황철광, 황동광, 보통각섬석, 녹니석, 녹렴석, 유렴석, 양기석, 휘석, 인회석, 방해석, 사장석들이 섞여있다.
자철광은 석영·각섬석과 섞여서 나며 반자형, 타형의 알갱이로 그 굵기는 0.1 ~ 0.6 mm이다. 석영은 치상구조, 입상변정구조를 이루고 자철광과 치밀하게 결합되여있다.
광석은 석리적특징에 따라 호상석리, 괴상석리, 습문상석리, 안구상광석으로 나뉘는데 많은 것은 호상석리의 광석으로 재빛흑색과 흰색을 가지는 호들이 엇바뀌며 호상을 이루는데 흑색부분이 자철광이 위주이고 흰색부분이 석영 위주이다. 광석의 품위는 호의 두께가 작은 것일수록 높아진다. 호상광석은 괴상광석과 서로 넘어가는 관계에 있는데 괴상석리의 광석은 석영과 자철광이 배열성없이 엉켜있다. 광석은 보통 중립질이며 산성암맥 주변에서는 조립질이다. 습문석리와 안구모양석리는 호상석리광석의 변형에 의해 발생하였다.
광석의 기본화학성분은 FeO, Fe2O3, SiO2 (셋의 합이 92 ~ 95%), Al2O3, CaO, MgO (5 ~ 8%)이다. 광석에서 총체적 철함유량은 10 ~ 45%인데 광석가운데서 35% 이상되는 광석비율은 68.5%이다. 채굴광석의 평균철품위는 38.5%이다.
1982년 1월 현재 전망매장량은 30억 2천만톤이며 잔존광량은 12억 8천만톤이다. 한국지질자원연구원 한반도광물자원개발(DMR) 융합연구단에 따르면 2016년 기준 무산 광산 철 매장량은 43억t 정도로 추정했다.

## 참고 문헌
- 김영묵 외. 조선지리전서 지질과 지하자원 p. 242 - 245. 교육도서출판사, 1988
- 리죽남 외. 조선지질구성 (1). 공업출판사, 1990
- 이경한 외. 한국광업백년사. p. 402. 사단법인 한국광업협회, 2012